# Ducado de Luna
El ducado de Luna es un título nobiliario español creado el 11 de octubre de 1492, por el rey de Aragón, Fernando II, a favor de su sobrino, Juan José de Aragón y Sotomayor, IV conde de Ribagorza, virrey de Nápoles y de Cataluña.
Juan José de Aragón y Sotomayor era hijo de Alonso de Aragón, (hijo natural del rey de Aragón Juan II), y i duque de Villahermosa, i conde de Ribagorza, I conde de Cortes, y de Leonor de Sotomayor y Portugal (alias Leonor de Soto). Por tanto Juan José de Aragón y Sotomayor era nieto de Juan II y sobrino de Fernando el Católico.
Su denominación hace referencia a la localidad de Luna (Zaragoza), en la comarca de las Cinco Villas.

## Antecedentes
El primer duque de Luna, Juan José de Aragón, fue el único titular de este ducado hasta que fue rehabilitado en 1895.
No obstante lo anterior, los descendientes del I duque de Luna, siempre conservaron el señorío sobre la localidad de Luna, y aunque siguieron siendo condes de Luna, no utilizaron el rango de ducado, aunque hubo algunas excepciones, como Martín de Aragón y Gurrea, IV duque de Villahermosa, VI conde de Ribagorza, que se intituló, en algunos momentos, duque de Luna.
Lo mismo sucedió con el V duque de Villahermosa, Fernando de Aragón y Gurrea, VIII conde de Ribagorza y con su descendiente el XI duque de Villahermosa, Juan Pablo de Azlor y Zapata de Calatayud, que se hacía nombrar VIII conde-duque de Luna.
Es, legalmente, el XVII duque de Villahermosa, José Antonio Azlor de Aragón y Hurtado de Zaldívar el continuador del título como II duque de Luna, al rehabilitarlo para él, en 1895, el rey Alfonso XIII con grandeza de España.

## Duques de Luna

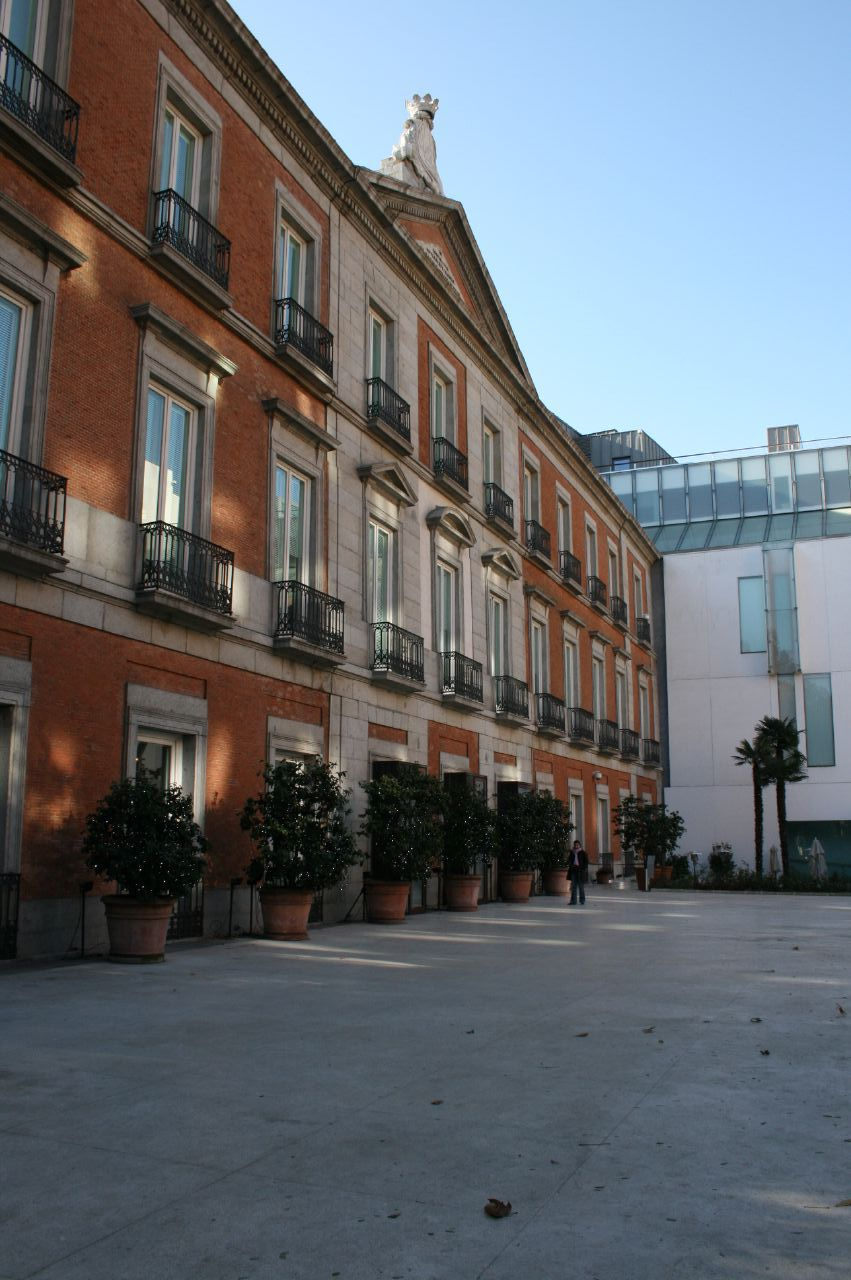
Palacio de Villahermosa, residencia de los duques de Villahermosa y duques de Luna. Hoy Museo Thyssen-Bornemisza

|                                   | Titular                                            | Periodo                           |
| Creación por Fernando el Católico | Creación por Fernando el Católico                  | Creación por Fernando el Católico |
| --------------------------------- | -------------------------------------------------- | --------------------------------- |
| I                                 | Juan José de Aragón y Sotomayor                    | 1512-1528                         |
| Rehabilitación de Alfonso XIII    |                                                    |                                   |
| II                                | José Antonio Azlor de Aragón y Hurtado de Zaldívar | 1895-1951                         |
| III                               | María del Pilar Azlor de Aragón y Guillamas        | 1951-1970                         |
| IV                                | Francisco Javier de Urzáiz y Azlor de Aragón       | 1970-2013                         |
| V                                 | Javier Azlor de Aragón y Ramírez de Haro           | 2015-actual titular               |

## Historia de los duques de Luna
- Juan José de Aragón y Sotomayor (1457-5 de julio de 1528), I duque de Luna[1] y IV conde de Ribagorza.

Casó con María López de Gurrea, hija de Mosén Juan López de Gurrea, señor de Torrellas, de Grañén, de Cuarte etc. y de su prima Aldonza de Gurrea, señora de Luna.
Rehabilitación en 1895:
- José Antonio Azlor de Aragón y Hurtado de Zaldívar (Biarritz, 14 de enero de 1873-San Sebastián, 18 de julio de 1960), II duque de Luna,[2] XIV conde del Real,[3] XVII duque de Villahermosa,[4] VII duque de Granada de Ega, VIII marqués de Narros,[5] cinco veces grande de España, XIII marqués de Cortes,[6] X marqués de Cábrega, VIII marqués de Valdetorres, XIV conde de Luna, X conde de Javier, X conde de Guara, XVIII vizconde de Zolina, XVIII vizconde de Muruzábal, gentilhombre grande de España con ejercicio y servidumbre del rey Alfonso XIII y senador.[6]

Casó, en 1906, con María Isabel Guillamas y Caro (1887-1967) XI marquesa de San Felices, VII condesa de Mollina y XI condesa de Villalcázar de Sirga. El 13 de julio de 1951, por cesión, le sucedió su hija:
- María del Pilar Azlor de Aragón y Guillamas (San Sebastián, 1 de octubre de 1908-Javier, 7 de agosto de 1996), III duquesa de Luna,[2] XV condesa del Real,[3] XVIII duquesa de Villahermosa,[4]  IX duquesa de Palata,[7] cuatro veces grande de España, XIV marquesa de Cortes, XI marquesa de Cábrega,[8]  IX marquesa de Valdetorres, XV condesa de Luna, XI condesa de Javier, XI condesa de Guara, XIX vizcondesa de Muruzábal y XIX vizcondesa de Zolina.[8]

Casó con Mariano de Urzáiz Silva Salazar y Carvajal, XII conde del Puerto y director general del Turismo de España. Le sucedió su hijo:
- Francisco Javier de Urzáiz y Azlor de Aragón (San Sebastián, 10 de agosto de 1940-14 de abril de 2013[9]), IV duque de Luna[2] y XII conde de Javier.[10]

Casó, en primeras nupcias, el 16 de junio de 1969, con Beatriz Ramírez de Haro y Valdés, XVI condesa de Murillo, hija de Ignacio Ramírez de Haro y Pérez de Guzmán, XI marqués de Villanueva de Duero, XV conde de Bornos, XIX marqués de Cazaza y conde de Montenuevo. Contrajo un segundo matrimonio con Isabel de Olazábal y Churruca. Le sucedió su hijo del primer matrimonio:
- Javier Azlor de Aragón y Ramírez de Haro (n. Madrid, 23 de julio de 1975), V duque de Luna [8][11] y XIII conde de Javier.[12]

Casó con Sofía Gaytán de Ayala y Gaytán de Ayala.